# Mirni (Tbilísskaia)
Mirni - Мирный (rus) és un possiólok del krai de Krasnodar, a Rússia. Es troba a les terres baixes del Kuban-Azov. És a 22 km al nord-oest de Tbilísskaia i a 92 km a l'est de Krasnodar. Pertany a la stanitsa de Tbilísskaia.